# Nazionale di bob di Taipei cinese
La nazionale di bob della Cina Taipei è la selezione che rappresenta la Repubblica di Cina (meglio nota come Taiwan) nelle competizioni internazionali di bob.
La squadra ha partecipato a sei edizioni dei Giochi olimpici invernali.

## Storia
Lo sport del bob fu introdotto sull'isola di Formosa quando alcuni funzionari della Commissione forestale costruirono una pista da bob sul monte Hehuanshan (3422 m s.l.m.) per allenare i suoi futuri atleti olimpionici: la neve, rarissima nel resto della nazione in quanto situata sul tropico del cancro, si presenta sul monte in discrete quantità in inverno ed è meta di appassionati dello sci. Nel 1975 l'Associazione di bob della Repubblica di Cina si associò alla Federazione internazionale di bob e toboga.
La squadra taiwanese debuttò alle Olimpiadi invernali di Sarajevo 1984, classificandosi al 22º posto nella gara del bob a quattro (terzultimo, davanti alla Jugoslavia-2 e al Giappone), mentre gli equipaggi del bob a due furono terzultimo e penultimo davanti al secondo bob giapponese. Nello stesso anno, un bob taiwanese salì sul podio in una gara di Coppa del Mondo disputata in Italia.
Dopo Sarajevo 1984, l'ex allenatore della nazionale austriaca e futuro allenatore della Nazionale di bob della Giamaica Josef "Sepp" Haidacher fu assunto per migliorare le prestazioni del bobbisti taiwanesi. Quattro anni dopo, a Calgary 1988 il bob a due di Chen Chin-San e Lee Chen-Tan giunse al 15º posto su 41 squadre (miglior risultato di sempre).
Per le Olimpiadi di Lillehammer 1994 fu ingaggiato il nuovo allenatore austriaco Adalbert "Wett" Mayregger (1928-2021), ma l'unico equipaggio del bob a due di Sun Kuang-Ming e Chang Min-Jung non riuscì ad andare oltre il 35º posto su 43 partenti (peggior risultato).
La squadra ritornò ai Giochi invernali di Nagano 1998 in Giappone, con il bob a quattro (26° su 32) e il bob a due (34° su 38).
L'ultima apparizione olimpica della nazionale di bob taiwanese fu ai Giochi invernali di Salt Lake City 2002, contornata da aspre polemiche per il mancato sostegno economico da parte del Governo, tanto che gli atleti furono costretti a prendere in prestito un vecchio bob della Granite High School di Salt Lake City. I risultati furono così deludenti sia nel bob sia nello slittino (ultimi in tutte le gare), che la squadra fu pressoché ignorata dai media del proprio Paese e il Comitato olimpico taiwanese aprì una discussione sulle partecipazioni future del paese nei Giochi invernali; fu altresì aperta un'inchiesta sul perché fosse stato noleggiato da una scuola superiore statunitense un vecchio bob, anziché acquistare un mezzo competitivo durante la Coppa del Mondo, prima delle Olimpiadi dal momento che il Governo aveva finanziato la squadra con due milioni di dollari taiwanesi. Peraltro pochi giorni dopo la conclusione delle Olimpiadi statunitensi, due membri della squadra furono coinvolti in un gravissimo incidente stradale, che portarono in fin di vita il bobbista di riserva Steve Lee.
La squadra di bob della Cina Taipei ritornò ai III Giochi olimpici giovanili invernali di Losanna 2020: nel monobob maschile Chen Yu-lun e nel monobob femminile Lin Yu-hsin giunsero entrambi al 18º ed ultimo posto.

## Partecipazione ai Giochi olimpici invernali

### Bob a quattro maschile
| anno | città       | classifica | composizione                                                  |
| ---- | ----------- | ---------- | ------------------------------------------------------------- |
| 1984 | Sarajevo    | 22°        | Wu Dien-Cheng, Sun Kuang-Ming, Wu Chung-Chou, Chen Chin-San   |
| 1988 | Calgary     | 22°        | Chen Chin-San, Chen Chin-Sen, Lee Chen-Tan, Wang Jauo-Hueyi   |
| 1992 | Albertville | 29°        | Chen Chin-San, Chen Chin-Sen, Hsu Kuo-Jung, Chang Min-Jung    |
| 1998 | Nagano      | 28°        | Sun Kuang-Ming, Duh Maw-Sheng, Chang Mau-San, Cheng Jin-Shan  |
| 2002 | Salt Lake   | 28°        | Chen Chin-San, Chen Chien-Li, Lin Ruei-Ming, Chen Chien-Sheng |

### Bob a due maschile
| anno | città       | classifica | composizione                                               |
| ---- | ----------- | ---------- | ---------------------------------------------------------- |
| 1984 | Sarajevo    | 25° 26°    | Wu Dien-Cheng, Chen Chin-San Wu Chung-Chou, Hwang Chi-Fang |
| 1988 | Calgary     | 15° 33°    | Chen Chin-San, Lee Chen-Tan Sun Kuang-Ming, Chen Chin-Sen  |
| 1992 | Albertville | 33°        | Chen Chin-San, Chang Min-Jung                              |
| 1994 | Lillehammer | 35°        | Sun Kuang-Ming, Chang Min-Jung                             |
| 1998 | Nagano      | 34°        | Sun Kuang-Ming, Cheng Jin-Shan                             |